# Puntius martenstyni
Puntius martenstyni är en fiskart som beskrevs av Maurice Kottelat och Pethiyagoda, 1991. Puntius martenstyni ingår i släktet Puntius och familjen karpfiskar. IUCN kategoriserar arten globalt som starkt hotad. Inga underarter finns listade i Catalogue of Life.